# 接山泉碑
接山泉碑，是位于中国山东省泰安市东平县接山镇接山村的清代石刻，1985年入选东平县第一批文物保护单位。
接山泉碑是村民挖井时发现的三方清代石碑，分别为正路泉碑、北席新泉碑、新泉碑，为方形基座，青石质地，碑文以楷书书写。